# Biblioteca Leonardiana
Biblioteca Leonardiana – instytut badań na dziełami i innymi pracami włoskiego artysty renesansowego Leonarda da Vinci. Instytut zajmuje się także kolekcjonowaniem literatury na jego temat. Jest to najstarszy instytut im. Leonarda da Vinci na świecie. Został założony w 1883 roku, a oficjalne otwarcie nastąpiło w 1928 roku.

## Historia
Biblioteka im. Leonarda da Vinci oficjalnie została otworzona w 1928 roku, lecz jej historia sięga roku 1883, kiedy to burmistrzem Vinci został Roberto Martelli. Od tego okresu rozpoczęła się ponadczterdziestoletnia działalność kulturalna, skoncentrowana na gromadzeniu zbiorów i wszelkich informacji na temat Leonarda da Vinci oraz utworzenia wokół małego toskańskiego miasteczka Vinci, centrum badawczego dotyczącego życia i twórczość renesansowego mistrza. Kilka wydarzeń kulturalnych sprzyjało temu pomysłowi. W 1872 roku Gustavo Uzielli wydał Richerche intorno a Leonardo, a Ministerstwo Edukacji wydało opracowanie Saggio delle opere di Leonardo da Vinci. W tym samym roku odsłonięto pomnik i otworzono szkołę Leonarda w Piazza della Scala w Mediolanie. Wcześniej, w 1869 roku zawiązał się komitet, który miał na celu odsłonięcia innego pomnika mistrza w Santa Croce we Florencji.
Późniejszy dyrektor muzeum, Roberto Martelli, borykał się z wieloma trudnościami na poziomie lokalnej społeczności i władz, lecz cieszył się poparciem i przyjaźnią Giovanni Nencini oraz Gustavo Uzielli, wiodącego uczonego i badacza Leonarda da Vinci|data=2024-11. Ten ostatni faktycznie wypromował powstanie Biblioteki w Vinci.
W 1894 roku kilku uczonym Vincian zostały przyznane honorowe obywatelstwa Vinci: Carlo Ravaisson – Mollien, Teodoro Sabachnikoff, Giovanni Piumati, jak również sam Uzielli. Zbiór Vincian stawał się stopniowo coraz okazalszy, co rusz wzbogacany autorskimi opracowaniami nadchodzącymi z różnych stron. Wśród nich były przekopiowane Kodeksy z Instytutu Francji autorstwa Ravaisson-Mollien, Kodeks O locie ptaków, anatomiczne szkice ze zbiorów Windsor (Windsor Collections) opublikowane przez Piumati i Sabachnikoff, pierwsze prace Volynskiego, Padellettiego, Calvi (wydawcy Kodeksu Leicester, Baratta, Beltrami, De Toni i wielu innych włącznie z edycjami Kodeksu Atlantyckiego publikowanymi przez Hoepli w ośmiu tomach pomiędzy rokiem 1894 a 1904. Nigdzie dotychczas na świecie nie zgromadzona tak dużej kolekcji prac Leonarda, co dało podwalinę pod otworzenie Biblioteki Leonarda da Vinci.
W 1919 roku Martelli przekonał hrabię Giulio Masetti de Bagnano, by ten podarował swój zamek, należący do rodziny Guidi i noszący ich imię, na siedzibę biblioteki. Prace restauracyjne zamku trwały do roku 1934. w tym czasie dokonano inwentarz i skatalogowano zbiory, które przechowywane były w pokojach ratusza. W 1934 roku otworzono bibliotekę, która wkrótce stała się centrum naukowym Vincian.
W 1952, w pięćsetną rocznicę urodzin Leonarda da Vinci biblioteka stała się centrum inicjatyw, a w 1961 roku zapoczątkowano wykłady na temat Vinciego (Letture Vinciane), które do dziś stanowią wstęp do studiów i badań nad życiem mistrza.
W latach siedemdziesiątych Leonardiana została zamieniona w publiczną czytelnię, a w 1983 roku została przeniesiona do nowych i funkcjonalnych pomieszczeń, zostawiając zamek, w którym pozostało Muzeum Leonarda, istniejące od 1953 roku. Na tę okazję Fundacja Leonarda da Vinci, założona w 1975 roku, przekazała bibliotece kopie wszystkich prac wydanych przez Giunti, publikowanych we Florencji.

## Zbiory
Biblioteka posiada reprodukcje 22 tys. rękopisów i rysunków oraz wszystkich manuskryptów Leonarda da Vinci, poczynając od pierwszej edycji Traktatu o malarstwie z 1651 roku.
Zbiór Uzielli, który stanowi główną część biblioteki, składa się z około trzystu najważniejszych publikacji do 1910 roku. Pozostałe zbiory stanowią nieopublikowane korespondencje do Giovan Battista Venturi (1746–1822), uczonych Vincian, ponad siedem tysięcy monografów publikowanych w licznych językach, tysiące pamfletów i artykułów, filmów, plakatów, map, fotografii, obrazów prześwietlonych promieniami rentgena oraz materiałów dokumentalnych.
W bibliotece znajduje się również sekcja poświęcona pracom ze studiów współczesnych naukowców i innych autorów.